# Ligier IXO
La Ligier Ixo est une voiture sans permis produite de 2000 à 2014 Ligier de 2010 à 2014. Elle suit la lignée de la X-Too et précède la Ligier JS50.

## Histoire

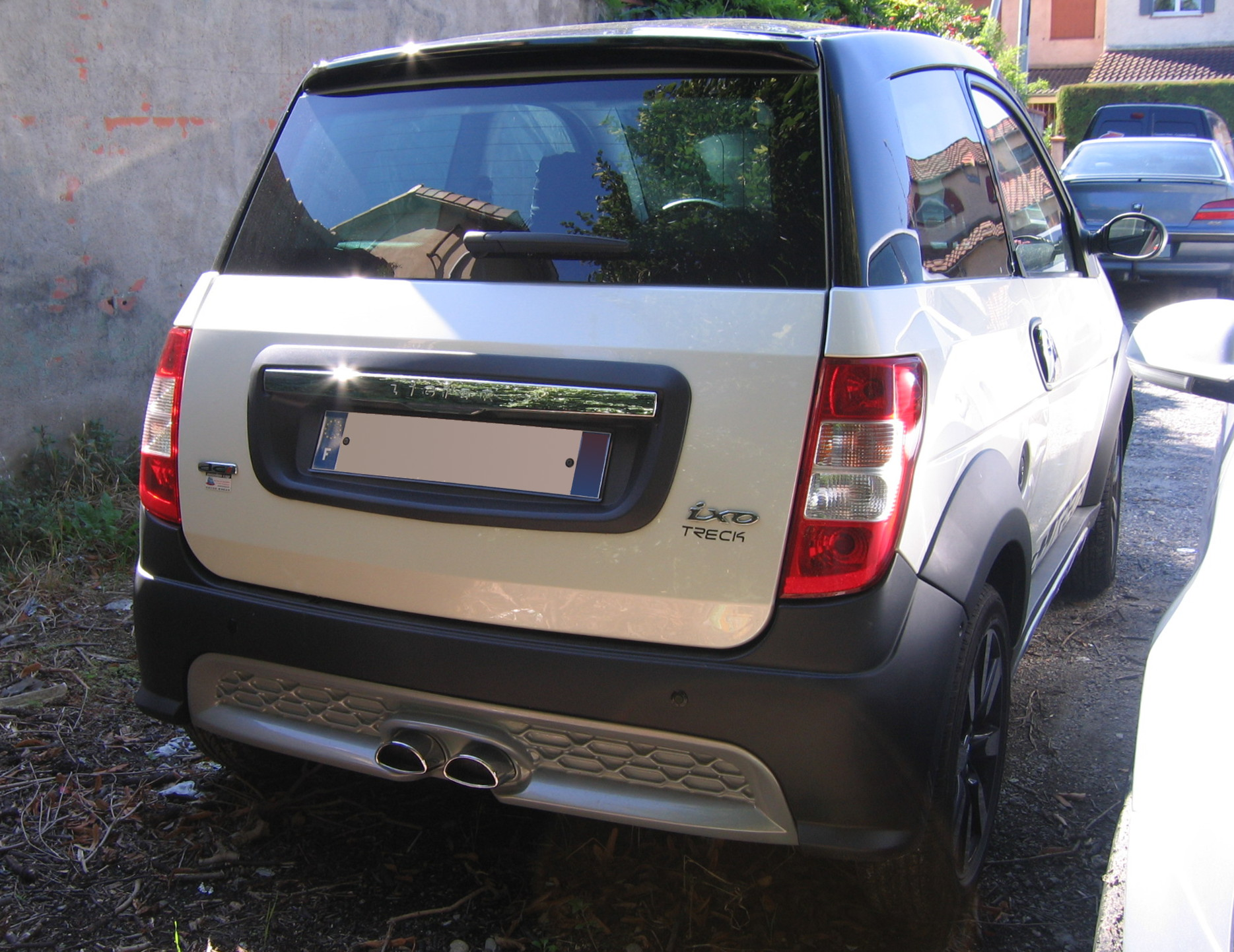
Ligier ixo treck

Lancée à l'occasion du Mondial de l'automobile de Paris 2010, la Ligier Ixo a pris le relève de la Ligier X-Too. Elle fut elle-même remplacée par la Ligier JS50. Cette voiture sans permis du constructeur vichyssois s’est déclinée en une multitude de variantes et a profité des moteurs Lombardini DCI et Lombardini Progress.
Dans la lignée de sa devancière la X-Too, la Ligier Ixo adopte des lignes classiques, avec des dimensions généreuses Quatre finitions sont proposées : Urban, Linea, Meta et Titane. L’Ixo est restylée en 2012, elle adopte un bouclier avant plus agressif. Cette voiture sans permis a connu pour principale modification technique au Mondial de l’automobile 2012. C’est l’arrivée du moteur Lombardini DCI « Revolution », à la gestion électronique plus évoluée. En 2014, l’apport d’éléments techniques de la Ligier JS50 donne naissance à la Ligier Ixo JS Line. L’arrivée de la Ligier JS50 L au Mondial de l’Automobile 2014 signe la fin de ce modèle.

### Dates importantes
- Juillet 2010 : Présentation de la Ligier Ixo, en remplacement de la Ligier X-Too.
- Octobre 2010 : A l’occasion du Mondial de l’Automobile de Paris, Ligier présente le programme de personnalisation Ixo Play.
- Avril 2011 : Trois nouvelles finitions sportives font leur apparition : Meta Street, Titane Street Ultima et Titane Street Lemon.
- Août 2011 : Arrivée de l’ico Urban S, qui complète par le bas la gamme des Ixo au look sportif. La Treck au look baroudeur fait également son apparition. Enfin, une version quatre places homologuée en quadricycle lourd achève le déploiement de la gamme. Cette dernière fait appel au bicylindre essence Lombardini.
- Septembre 2011 : La climatisation est proposée en option sur la gamme Ixo, uniquement avec le moteur DCi.
- Décembre 2011 : Disparition des Urban S, Meta et Titane, remplacées par la Club.
- Janvier 2012 : L’Ixo est restylée, avec un bouclier avant à la bouche plus agressive. Quatre finitions sont proposées : Urban, Club, Treck et Elegance.
- Mai 2012 : Nouvelle finition sportive Team 26.
- Octobre 2012 : A l’occasion du Mondial de l’Automobile de Paris, le Lombardini DCI LDW 442 cède la place au LDW 492 dit « Révolution », doté d’une fonction rampage.
- Février 2013 : La finition Elegance disparaît du catalogue
- Janvier 2014 : La série limitée Treck Online offre une tablette intégrée au tableau de bord, avec caméra de recul.
- Mars 2014 : La Ligier Ixo devient Ixo JS Line, en adoptant des éléments de la JS50.
- Octobre 2014 : La présentation de la JS50 L au Mondial de l’Automobile signe le glas de la Ligier Ixo, dont la production cesse.